# Зигмундсбург
Зигмундсбург (њем. Siegmundsburg) општина је у њемачкој савезној држави Тирингија. Једно је од 16 општинских средишта округа Зонеберг. Према процјени из 2010. у општини је живјело 237 становника. Посједује регионалну шифру (AGS) 16072017.

## Географски и демографски подаци
Зигмундсбург се налази у савезној држави Тирингија у округу Зонеберг. Општина се налази на надморској висини од 775 метара. Површина општине износи 15,3 km². У самом мјесту је, према процјени из 2010. године, живјело 237 становника. Просјечна густина становништва износи 16 становника/km².